# Jean Bringer
 (décembre 2023).
Pour les articles homonymes, voir Bringer.
Jean Bringer, né le 28 août 1916 à Vincennes dans le Val-de-Marne, exécuté par les Allemands le 19 août 1944  dans le parc du château de Baudrigue à Roullens (Aude), est un résistant français, nommé chef départemental de la Résistance de l'Aude en 1944.

## Biographie
C’est cours des premiers mois de l’année 1943, que Jean Bérenger dit Bringer né le 28 août 1916 à Vincennes arrive à Carcassonne. Le fils de Rodolphe Bérenger, journaliste au Canard enchaîné, possède la fermeté de caractère, la loyauté et l’optimisme, dignes d’un officier. C’est d’ailleurs grâce à sa ténacité, par son seul travail personnel qu’il avait été admis à St-Cyr. Promu lieutenant et affecté dans l’un des Bataillons Alpins de Forteresse en 1940, il intégrait en novembre 1942 le Service des Forces Alliées en qualité d’agent de liaison. Le général Koenig ayant besoin d’officiers sur le terrain pour diriger la résistance militaire, lui proposa deux affectations.
La première fois comme capitaine de gendarmerie à Draguignan et la seconde, au service des Eaux et forêts à Carcassonne. Bringer choisit la capitale audoise en raison de sa proximité avec le Bousquet d’Orb (Hérault) où résidait sa femme et son fils. Ainsi est-il nommé ingénieur auxiliaire des Eaux et Forêts à l’Inspection de Carcassonne-Nord, le 16 octobre 1943  et immédiatement incorporé dans l’Armée Secrète comme chef de ville.
Dès le mois de décembre 1943 il est promu chef départemental A.S avec le grade de Chef de bataillon. André Pech le présente à Charles Fourès, puis à André Coumes, Guy David et Jean Graille qui deviennent ses adjoints. Au début de 1944, Bonnafous alias « Richard », adjoint du régional de l’AS et Jean Gayraud, chef départemental de l’AS devaient présenter le futur chef départemental du Corps Franc de Libération. D’après Georges Morguleff le rendez-vous se passa chez Roubaud, rue d’Assas à Carcassonne : « Richard nous présente un jeune homme, regard droit, cheveux en brosse, vêtu d’une canadienne, comme successeur de Jean Gayraud à la tête de l’armée Secrète et futur chef départemental des CFL : c’est Jean Bringer. Nous discutons de la situation et tout de suite Roubaud et moi comprenons quels changements positifs Jean Bringer va apporter à l’organisation militaire dans le département. Son dynamisme, son sens de l’organisation, nous frappent. L’avenir confirmera, et au-delà, cette première impression. J’ajoute simplement que, par la suite, nous avons pu apprécier, aussi son sens du devoir et de ses responsabilités. Connaissance faite, nous allons nous quitter et, au dernier moment, quelqu’un rappelle qu’il faut doter Jean Bringer d’un pseudonyme. Il n’y avait pas réfléchi. Alors il prend dans la bibliothèque de Roubaud le premier livre venu - c’est un tome des Misérables - l’ouvre au hasard et annonce le premier nom qu’il trouve : c’est Myriel »,.
À compter de ce jour, il est l’organisateur et l’animateur de la Résistance active dans le département. Le service forestier où il retrouve des agents déjà enrôlés, lui apporte un utile concours, l’aidant dans son service administratif, lui procurant des moyens de transport, des agents de liaison, des secrétaires. Bringer se déplace depuis son bureau, situé au Square Gambetta, avec sa motocyclette dans les maquis, sans éveiller les soupçons.
Pendant les sept mois qui précédent son arrestation, il déploie une activité admirable, dirige les opérations de parachutage, commande les maquis, effectue lui même les premiers sabotages sur les voies de communication. Et cependant, il n’ordonne aucune action d’intérêt discutable, qui puisse attirer des représailles contre les populations civiles. Le 13 juillet 1944, soit seize jours avant son arrestation, Myriel est nommé définitivement chef des F.F.I de l’Aude.

## Carrière militaire
- Engagé 2e cl. (1936) au 20e bataillon de chasseurs alpins, à Antibes.
- Sergent (1938),
- Aspirant de réserve au 75e Bataillon alpin de forteresse (1938),
- Sous-lieutenant de réserve au 95e Bataillon alpin de forteresse (1939),
- Affecté au 24e Bataillon de Chasseurs alpins (1940), dans l'armée d'armistice.
- Sous-lieutenant de réserve à titre définitif - démobilisé (1942) à Béziers

Le 19 juillet 1941, il se marie au Bousquet-d'Orb (Hérault) avec Claire Dreuilhe (1919-2014). Après l'invasion de la zone libre, il est reversé dans l'administration des Eaux et Forêts à Carcassonne.

## Résistance

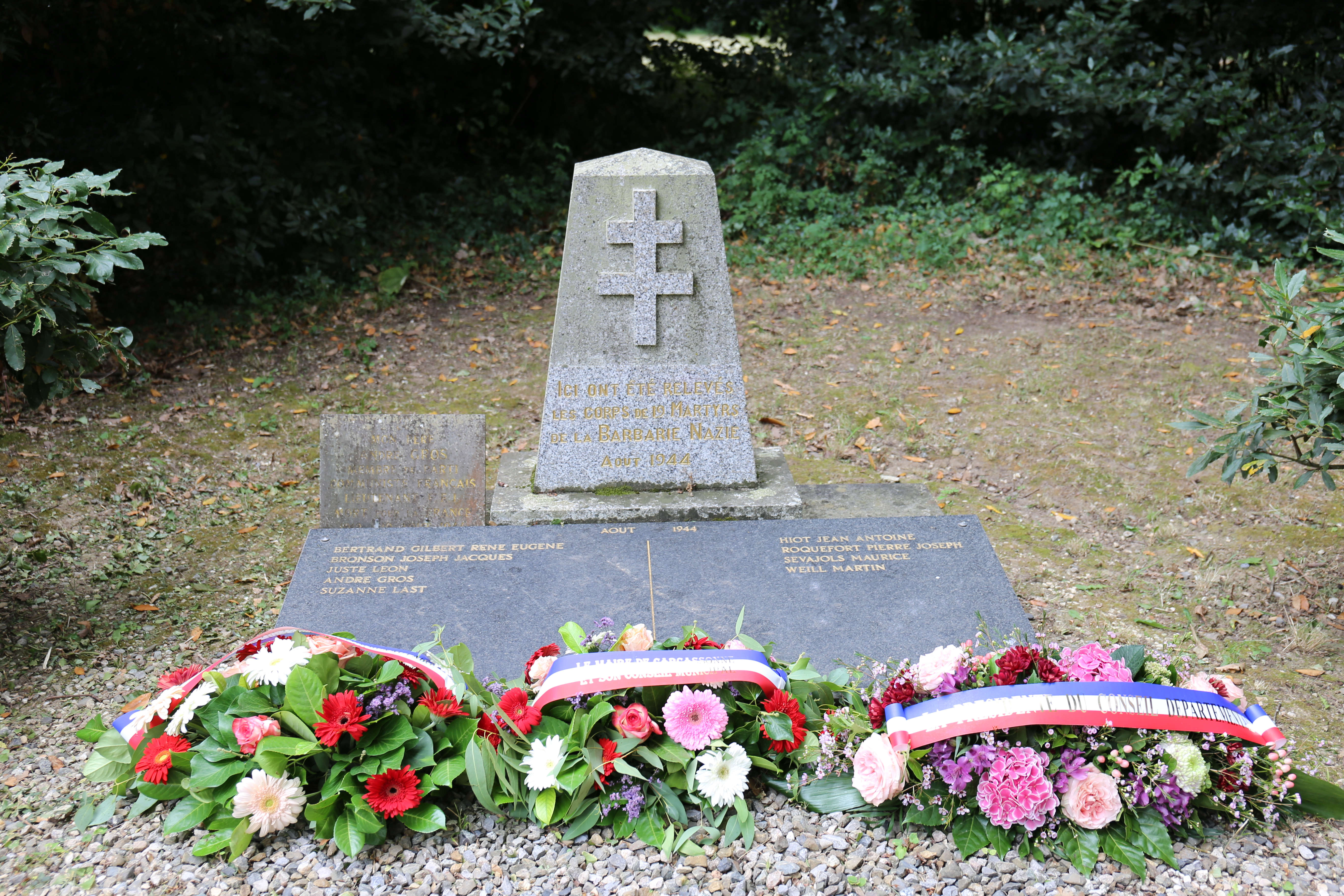
Stèle des martyrs du 19 août 1944 dans la clairière du domaine de Baudrigue à Roullens (Aude).

- Chef départemental de l'Armée Secrète puis des Forces Françaises de l'Intérieur de l'Aude le 13 juillet 1944
- Arrêté par la Gestapo à Carcassonne le 29 juillet 1944.
- Incarcéré à la prison de Carcassonne.
- Exécuté par les Allemands au Domaine de Baudrigue (Roullens - Aude) le 19 août 1944 avec quinze[4] autres résistants parmi lesquels Aimé Ramond, Maurice Sevajols, René Avignon, Jacques Bronson, Simon Batlle, Gilbert Bertrand, Jean Hiot, André Gros, André Torrent, Martin Weill, Suzanne Last, Pierre Roquefort[5] et une jeune femme inconnue.
- Mort pour la France Stèle des martyrs du 19 août 1944 dans la clairière du domaine de Baudrigue à Roullens (Aude).

## Décorations et citations
- Chevalier de la Légion d'honneur.
- Croix de guerre 1939–1945, palme de bronze.
- Chef départemental de la Résistance de l'Aude, d'une grande valeur, s'est enrôlé dans la résistance dès la dissolution des armées de l'armistice. A organisé les C.P.L. dans le département dirigeant et participant lui-même aux sabotages et aux opérations de parachutages. A organisé également les maquis dans le département. Il a été arrêté par la Gestapo, qui connaissait ses fonctions et n'a pas parlé. Est mort glorieusement pour la France le 19 août 1944, fusillé par les Allemands. A montré le plus bel exemple de sérénité qu'un officier puisse donner à ses hommes en période de combat (décret du 18 avril 1946).
- Nom donné à une rue de Carcassonne, Le Bousquet-d'Orb (Hérault) et de Pierrelatte (Drôme)[6].

## Monument

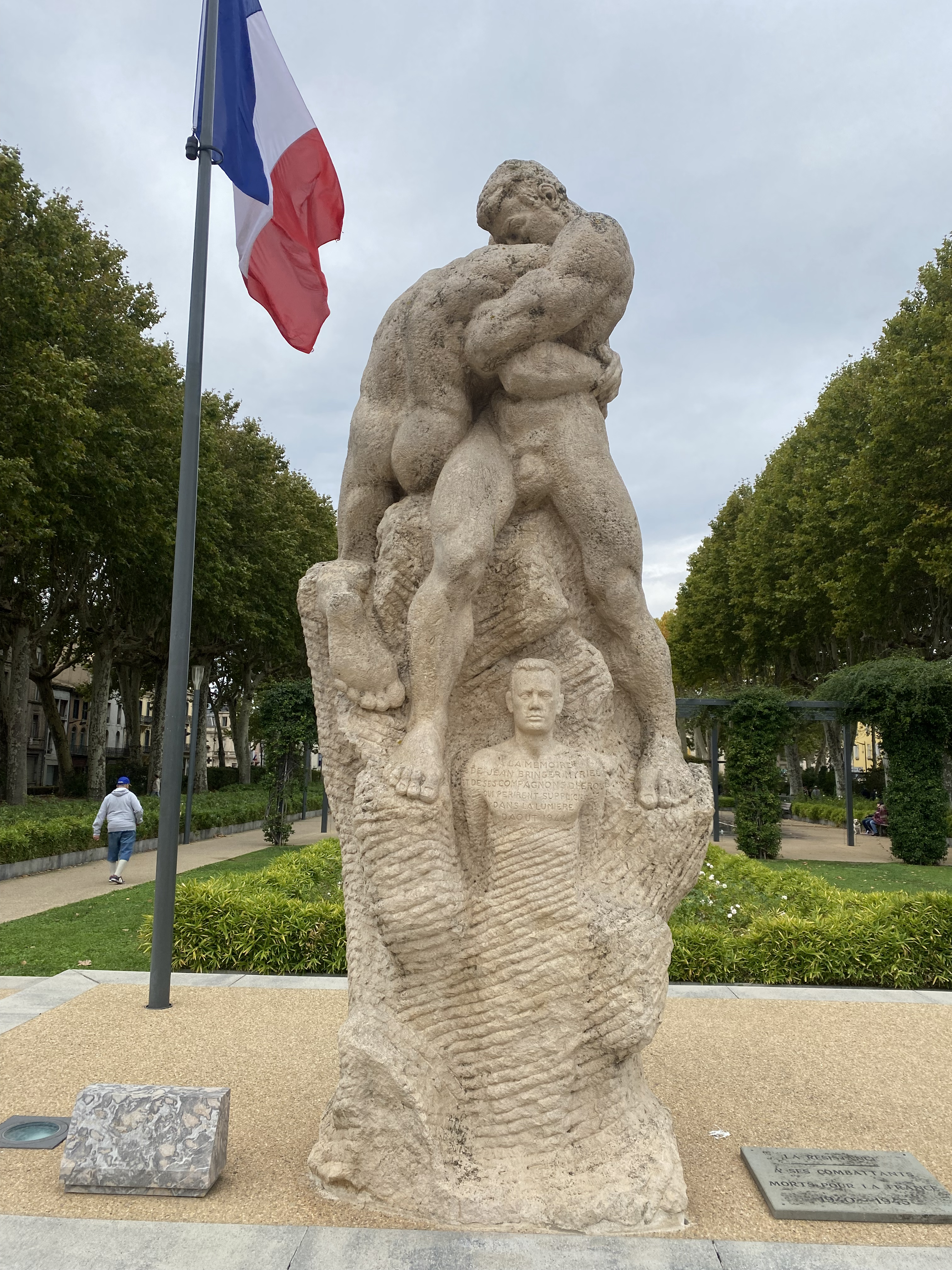
Monument à la Résistance de l'Aude, Square Gambetta à Carcassonne.

- Monument à la Résistance de l'Aude, Square Gambetta à Carcassonne.René Iché est l'auteur du Monument à Jean Bringer et aux résistants de la Montagne Noire de 1948, installé à Carcassonne sur le square Gambetta[7].

## Hommage

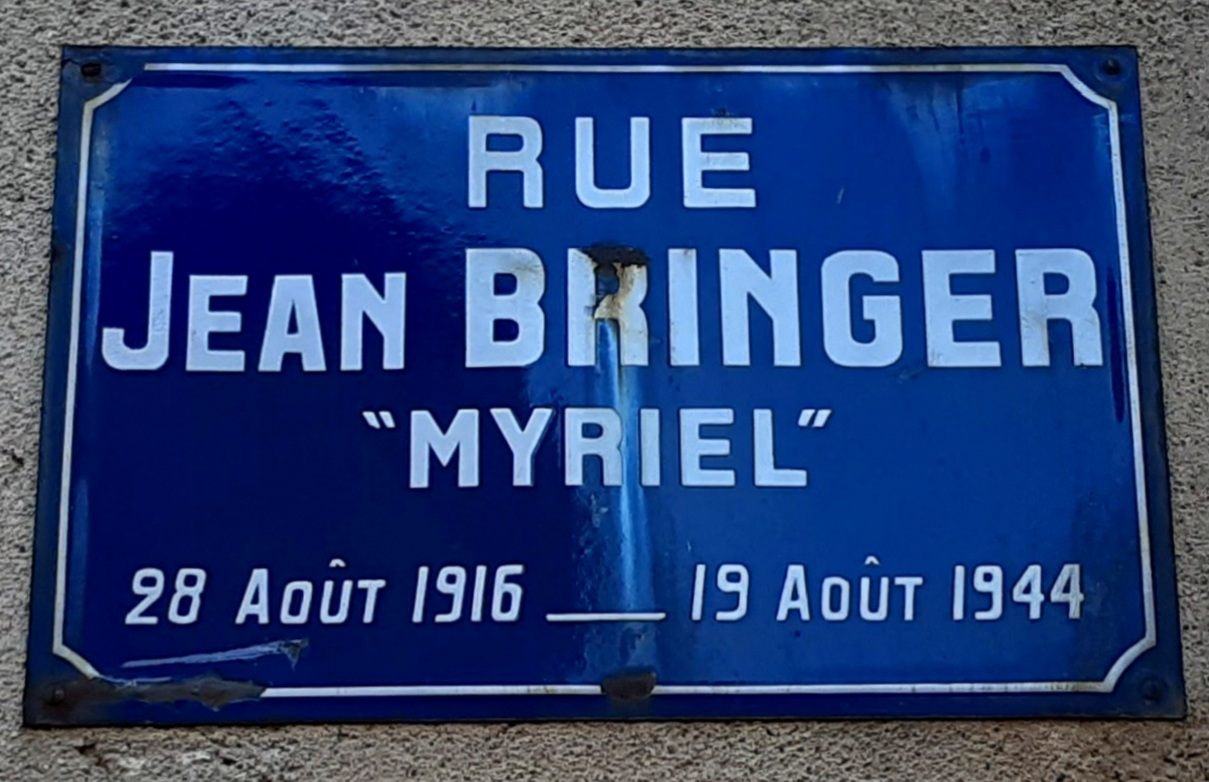
Plaque de la rue Jean Bringer à Carcassonne

Une rue de Carcassonne porte son nom par décret municipal du 8 octobre 1944. À l'occasion du 70e anniversaire de sa mort, un buste réalisé par Hélène Cannac-Vauret a été offert par sa veuve à la ville de Carcassonne. Il figure désormais sur un socle dans l'escalier d'honneur de l'hôtel de ville.